# 1946 (numero)
Millenovecentoquarantasei (1946) è il numero naturale dopo il 1945 e prima del 1947.

## Proprietà matematiche
- È un numero pari.
- È un numero composto da 8 divisori: 1, 2, 7, 14, 139, 278, 973, 1946. Poiché la somma dei suoi divisori (escluso il numero stesso) è 1414 < 1946, è un numero difettivo.
- È un numero sfenico.
- È un numero di Ulam.
- È un numero odioso.
- È un numero intero privo di quadrati.
- È parte delle terne pitagoriche (1946, 6672, 6950), (1946, 19272, 19370), (1946, 135240, 135254), (1946, 946728, 946730).

## Astronomia
- 1946 Walraven è un asteroide della fascia principale del sistema solare.

## Astronautica
- Cosmos 1946 è un satellite artificiale russo.